# ستيفاني كوكي
ستيفاني كوكي (بالإنجليزية: Stephanie Cooke)‏ هي محرِّرة وكاتِبة وصحفية أمريكية، ولدت في القرن العشرين في الولايات المتحدة.